# ملابس رياضية

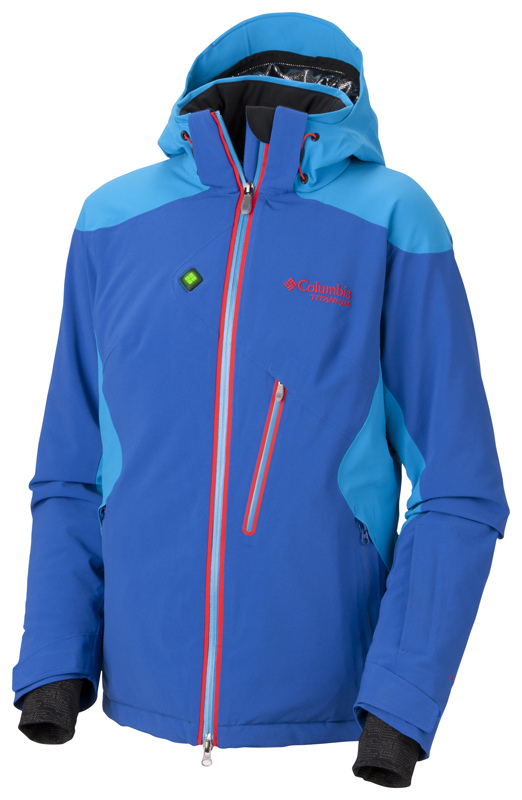
سترة رياضية من صناعة كولومبيا سبورتزوير

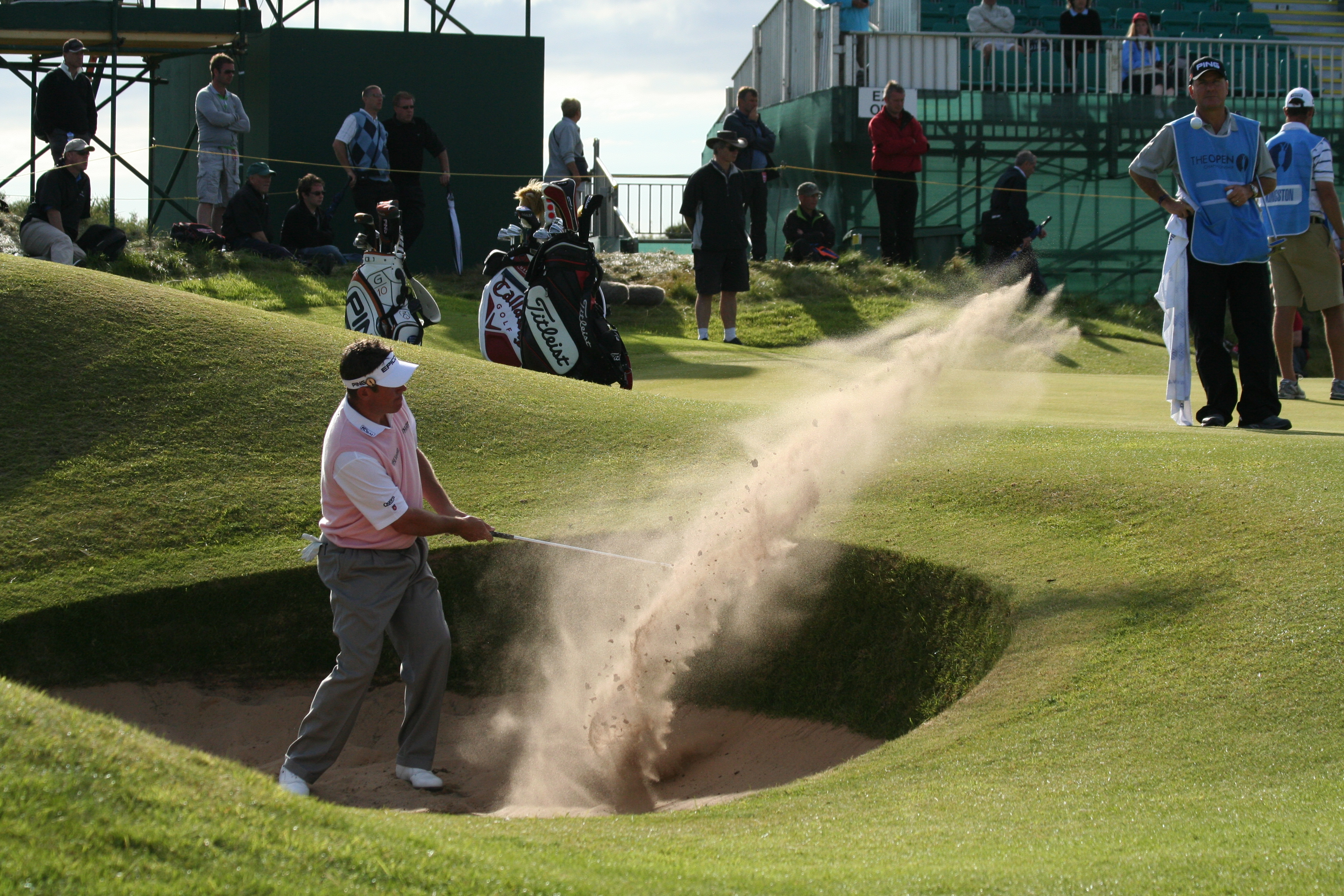
لباس الجولف يختلف

الملابس الرياضية هي ملابس مختفلة الشكل والنوع نظراً لنوع الرياضة الخاصة بها، ويمكن ان تكون سفلية أو علوية أو كلاهما، فملابس السباحة مثلا تكون خفيفة وخاصة للتعامل مع الماء وملابس الجمباز ضيقة ومريحة للعضلات الحركة، وملابس كرة القدم ماص جيد للعرق .

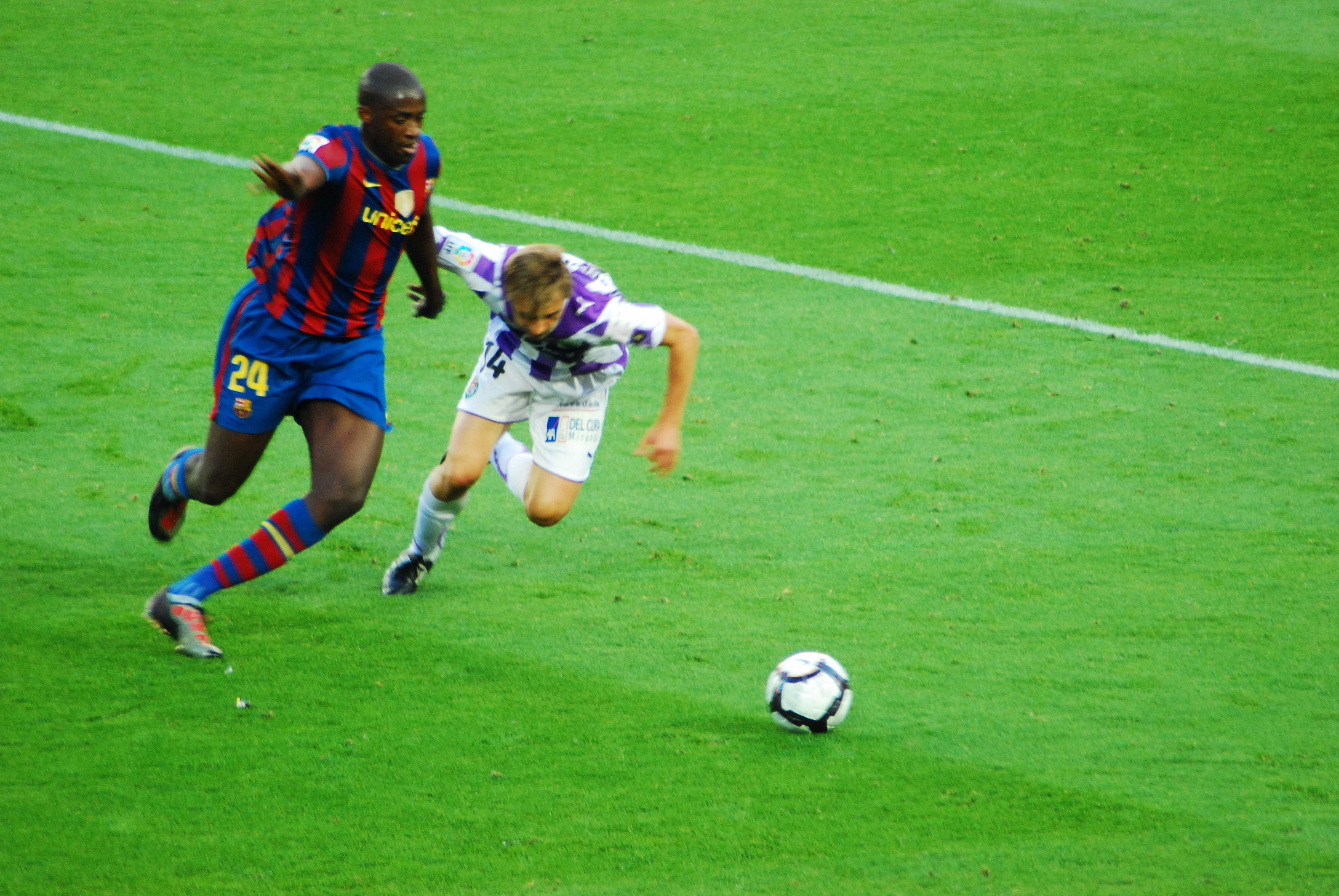
يحيى توريه في لباس كرة القدم